# Кадолцбург
Кадолцбург (њем. Cadolzburg) град је у њемачкој савезној држави Баварска. Једно је од 14 општинских средишта округа Фирт. Према процјени из 2010. у граду је живјело 10.180 становника. Посједује регионалну шифру (AGS) 9573114.

## Географски и демографски подаци
Кадолцбург се налази у савезној држави Баварска у округу Фирт. Град се налази на надморској висини од 352 метра. Површина општине износи 45,4 km². У самом граду је, према процјени из 2010. године, живјело 10.180 становника. Просјечна густина становништва износи 224 становника/km².

## Међународна сарадња
| Мјесто        | Држава    | Врста сарадње | Од    |
| ------------- | --------- | ------------- | ----- |
|               | Француска | партнерство   | 2003. |
| Санкт Валбург | Италија   | партнерство   | 1984. |
| Маутерндорф   | Аустрија  | партнерство   | 1982. |
| Извор         |           |               |       |